# Liste der Geotope im Landkreis Heilbronn
Diese sortierbare Liste der Geotope im Landkreis Heilbronn enthält die Geotope des baden-württembergischen Landkreises Heilbronn, die amtlichen Bezeichnungen für Namen und Nummern sowie deren geographische Lage. Die Geotope sind im Geotop-Kataster Baden-Württemberg dokumentiert und umfassen Aufschlüsse von Gesteinen, Böden, Mineralien und Fossilien sowie besondere Landschaftsteile.

## Liste
Im Landkreis sind 215 Geotope (Stand 26. August 2022) offiziell vom Landesamt für Geologie, Rohstoffe und Bergbau (LGRB) ausgewiesen:
| Steckbrief Nr. (PDF) | Name                                                                                              | Geotoptyp          | Gemeinde/Stadt, Gemarkung                        | Koordinaten                     | Bild | Bemerkungen |
| -------------------- | ------------------------------------------------------------------------------------------------- | ------------------ | ------------------------------------------------ | ------------------------------- | ---- | --- |
| 1546                 | Aufg. Steinbruch am westl. Schloßwald E von Siegelsbach                                           | Aufschluss         | Bad Rappenau Gemarkung Heinsheim                 | 49° 16′ 17,7″ N, 9° 7′ 9,1″ O   |      | Geologische Einheit: Unterer Keuper Status: geschützt                                                                      |
| 1547                 | Pfeifersklinge und Quelle zum Grundelbach E von Bonfeld                                           | Klinge             | Bad Wimpfen                                      | 49° 12′ 32,8″ N, 9° 7′ 8,6″ O   |      | Geologische Einheit: Unterer Keuper Status: geschützt (Naturdenkmal Neckartalhang-Aufschluß des Hochterrassenschotters)    |
| 1548                 | Neckartalhang N von Untereisesheim                                                                | Landschaftselement | Bad Wimpfen                                      | 49° 13′ 16,1″ N, 9° 11′ 57,8″ O |      | Geologische Einheit: Neckarschotter Status: geschützt (Naturdenkmal Neckartalhang-Aufschluß des Hochterrassenschotters)    |
| 1549                 | Heuchelbergweghohle und Mergelgrube W von Neipperg                                                | Hohlweg Aufschluss | Brackenheim Gemarkung Haberschlacht              | 49° 5′ 59,7″ N, 9° 0′ 55,4″ O   |      | Geologische Einheit: Gipskeuper Status: geschützt (Naturdenkmal Bergweghohle)                                              |
| 1550                 | Felsband Klinge Hohentalstutz NE von Neipperg                                                     | Felsformation      | Brackenheim Gemarkung Neipperg                   | 49° 6′ 46,6″ N, 9° 3′ 33,2″ O   |      | Geologische Einheit: Schilfsandstein Status: geschützt (Naturdenkmal Felsband „Klinge“)                                    |
| 1551                 | Blockmeer im Waldgebiet Steinhau ca. 1400 m ENE von Ochsenbach                                    | Landschaftselement | Cleebronn                                        | 49° 1′ 45,4″ N, 8° 59′ 53,8″ O  |      | Geologische Einheit: Stubensandstein Status: geschützt (Naturdenkmal Blockmeer „Steinhau“)                                 |
| 1552                 | Schlossklinge Cleebronn                                                                           | Klinge             | Cleebronn                                        | 49° 2′ 30,9″ N, 9° 2′ 28,9″ O   |      | Geologische Einheit: Gipskeuperund br Schilfsandstein Status: geschützt (Naturdenkmal Schloßklinge)                        |
| 1553                 | Aufg. Steinbruch am Freudentaler Fahrweg E Cleebronn                                              | Aufschluss         | Cleebronn                                        | 49° 2′ 37,3″ N, 9° 2′ 56″ O     |      | Geologische Einheit: Schilfsandstein Status: geschützt (Naturdenkmal Steinbruch am Freudentaler Fahrweg)                   |
| 1554                 | Pfitzbrünnele im Pfitzhofwald N von Gellmersbach                                                  | Quelle             | Eberstadt                                        | 49° 11′ 40,6″ N, 9° 17′ 49,3″ O |      | Geologische Einheit: Grenze Gipskeuper Schilfsandstein Status: geschützt (Naturdenkmal Pfitzbrünnele)                      |
| 1555                 | Hohlweg zur Winterhalde E von Buchhorn                                                            | Hohlweg            | Eberstadt                                        | 49° 11′ 37,2″ N, 9° 18′ 47,3″ O |      | Geologische Einheit: Gipskeuper Status: geschützt (Naturdenkmal Steinbergweg-Hohle)                                        |
| 1556                 | Aufschluss am NW-Sporn des Eberfuerst NNW von Eberstadt                                           | Aufschluss         | Eberstadt                                        | 49° 11′ 29,1″ N, 9° 18′ 57,1″ O |      | Geologische Einheit: Schilfsandstein Status: geschützt (Naturdenkmal Schilfsandaufschluß am Eberfürst)                     |
| 1557                 | Böschung am N-Hang des Wildenbergs 1200 m S von Eberstadt                                         | Aufschluss         | Eberstadt                                        | 49° 10′ 0,9″ N, 9° 18′ 56,6″ O  |      | Geologische Einheit: Grenzbereich Gipskeuper Schilfsandstein Status: mit geschützt (NSG Wildenberg)                        |
| 1558                 | Aufg. Schilfsandstein-Steinbruch im Hartwald SE von Eppingen                                      | Aufschluss         | Eppingen                                         | 49° 7′ 27″ N, 8° 56′ 31,6″ O    |      | Geologische Einheit: Schilfsandstein Status: geschützt (Naturdenkmal Schilfsandstein-Steinbruch am Hornrain)               |
| 1559                 | Schilfsandstein-Steinbruch Einsiedel NW von Gellmersbach                                          | Aufschluss         | Erlenbach                                        | 49° 11′ 24,7″ N, 9° 17′ 22,3″ O |      | Geologische Einheit: Schilfsandstein Status: geschützt (Naturdenkmal Schilfsandstein-Steinbruch Einsiedel)                 |
| 1560                 | Schilfsandstein-Steinbruch Kayberg oberhalb der Weinberge E von Erlenbach                         | Aufschluss         | Erlenbach                                        | 49° 10′ 23,9″ N, 9° 16′ 33,5″ O |      | Geologische Einheit: Schilfsandstein Status: geschützt (Naturdenkmal Schilfsandstein-Steinbruch Kayberg)                   |
| 1561                 | Schilfsandstein-Steinbruch Hinter der Steingrube an der Straße Güglingen-Epingen NW von Güglingen | Aufschluss         | Güglingen                                        | 49° 4′ 16,9″ N, 8° 59′ 7″ O     |      | Geologische Einheit: Schilfsandstein Status: geschützt (Naturdenkmal Schilfsandsteinbruch „Hinter der Steinbruchgrube“)    |
| 1562                 | Doline Hirschbreischüssel NNW von Tiefenbach                                                      | Doline             | Gundelsheim                                      | 49° 18′ 49,5″ N, 9° 11′ 45,5″ O |      | Geologische Einheit: Unterer Keuper Status: geschützt (Naturdenkmal Doline, sog. „Hirschbreischüssel“)                     |
| 1563                 | Doline Im Naag SW von Dornbach                                                                    | Doline             | Gundelsheim                                      | 49° 18′ 3,5″ N, 9° 10′ 2,6″ O   |      | Geologische Einheit: Grenzbereich Unterer Keuper Oberer Muschelkalk Status: geschützt (Naturdenkmal Doline im Naag)        |
| 1564                 | Wasserfallkessel Hackklinge NNO von Kochersteinsfeld                                              | Landschaftselement | Hardthausen am Kocher Gemarkung Kochersteinsfeld | 49° 15′ 14,5″ N, 9° 25′ 9,5″ O  |      | Geologische Einheit: Oberer Muschelkalk Status: geschützt (Naturdenkmal Wasserfallkessel Hackklinge)                       |
| 1565                 | Doline im Hardthäuser Wald N von Lampoldshausen                                                   | Doline             | Hardthausen am Kocher Gemarkung Lampoldshausen   | 49° 17′ 29,2″ N, 9° 23′ 26,7″ O |      | Geologische Einheit: Unterer Keuper Status: geschützt (Naturdenkmal Doline im Breitfeld)                                   |
| 1566                 | Dolinen Heubirken NW von Berlichingen                                                             | Dolinen            | Jagsthausen                                      | 49° 20′ 7,7″ N, 9° 27′ 35,6″ O  |      | Geologische Einheit: Grenzbereich Oberer Muschelkalk Unterer Keuper Status: geschützt (Naturdenkmal Doline „Heubirken“)    |
| 1567                 | Hangböschung am Weinstock S von Cleversulzbach                                                    | Aufschluss         | Langenbrettach Gemarkung Brettach                | 49° 12′ 16,5″ N, 9° 21′ 20,7″ O |      | Geologische Einheit: Grenzbereich Gipskeuper Schilfsandstein Status: geschützt (Naturdenkmal Steppenheidewald „Weinstock“) |
| 1568                 | Aufg. Steinbruch und Neckarprallhang Krappenfelsen NW von Neckarwestheim                          | Felsformation      | Lauffen am Neckar                                | 49° 3′ 38,4″ N, 9° 10′ 48,9″ O  |      | Geologische Einheit: Oberer Muschelkalk Status: geschützt (Naturdenkmal Krappenfelsen und Weinberg am Neckar)              |
| 1569                 | Steinfelsklinge SW von Bernbach                                                                   | Klinge             | Löwenstein                                       | 49° 5′ 30,8″ N, 9° 26′ 13,5″ O  |      | Geologische Einheit: Stubensandstein Status: geschützt (Naturdenkmal Steinfelsklinge)                                      |
| 1570                 | Säuhagenklinge SW von Bernbach                                                                    | Klinge             | Löwenstein                                       | 49° 5′ 42,1″ N, 9° 26′ 33,4″ O  |      | Geologische Einheit: Stubensandstein Status: geschützt (Naturdenkmal Säuhagenklinge)                                       |
| 1571                 | Doline Haselgrübe im Hardthäuser Wald NW von Seehaus                                              | Doline             | Möckmühl Gemarkung Ruchsen                       | 49° 18′ 8,9″ N, 9° 23′ 19,6″ O  |      | Geologische Einheit: Unterer Keuper Status: geschützt (Naturdenkmal 1 Doline, sog. „Haselgrübe“)                           |
| 1572                 | Seehofer Schlucht N von Züttlingen                                                                | Klinge             | Möckmühl Gemarkung Züttlingen                    | 49° 18′ 20,9″ N, 9° 19′ 44,3″ O |      | Geologische Einheit: Oberer Muschelkalk Status: geschützt (Naturdenkmal Seehofer Schlucht)                                 |
| 1573                 | Domenecker Schlucht NNO von Züttlingen                                                            | Klinge             | Möckmühl Gemarkung Züttlingen                    | 49° 18′ 25,7″ N, 9° 19′ 59,2″ O |      | Geologische Einheit: Oberer Muschelkalk Status: geschützt (Naturdenkmal Domenecker Schlucht)                               |
| 1574                 | Hohlweg am westl. Ortsausgang von Obereisesheim                                                   | Hohlweg            | Neckarsulm Gemarkung Obereisesheim               | 49° 11′ 47,1″ N, 9° 11′ 27,8″ O |      | Geologische Einheit: Löss Status: geschützt (Naturdenkmal Hohlweg im Gewann Stöckich)                                      |
| 1575                 | Doline Teufelsloch im Heiligenwald SW von Neckarwestheim                                          | Doline             | Neckarwestheim                                   | 49° 2′ 5″ N, 9° 13′ 13,8″ O     |      | Geologische Einheit: Unterer Keuper Status: geschützt (Naturdenkmal 1 Doline, sog. „Teufelsloch“)                          |
| 1576                 | Felsenbrücke Hohlenstein SE von Eichelberg                                                        | Felsformation      | Obersulm                                         | 49° 6′ 17″ N, 9° 26′ 7,8″ O     |      | Geologische Einheit: Stubensandstein Status: geschützt (Naturdenkmal Felsenbrücke Hohlenstein)                             |
| 1577                 | Aufg. Weisser Steinbruch SW vom Rodbachhof                                                        | Aufschluss         | Pfaffenhofen                                     | 49° 2′ 30,9″ N, 8° 57′ 53,2″ O  |      | Geologische Einheit: Stubensandstein Status: geschützt (Naturdenkmal Weißer Steinbruch)                                    |
| 1578                 | Felswand Tauchstein und aufg. Steinbruch S von Talheim                                            | Felsformation      | Talheim                                          | 49° 4′ 31,7″ N, 9° 11′ 57,6″ O  |      | Geologische Einheit: Oberer Muschelkalk Status: geschützt (Naturdenkmal Felswand „Tauchstein“)                             |
| 1579                 | Aufg. Steinbrüche beim Jägerhaus E von Heilbronn                                                  | Aufschluss         | Untergruppenbach                                 | 49° 8′ 1,9″ N, 9° 15′ 51,3″ O   |      | Geologische Einheit: Schilfsandstein Status: geschützt (Naturdenkmal Weißer Steinbruch)                                    |
| 1580                 | Aufg. Steinbruch im Hangwald bei der Kuhsteige E von Untergruppenbach                             | Aufschluss         | Untergruppenbach                                 | 49° 5′ 35,8″ N, 9° 16′ 51,7″ O  |      | Geologische Einheit: Schilfsandstein Status: geschützt (Naturdenkmal Hangwald an der Kuhsteige)                            |
| 1581                 | Hohlweg Unterer Hohberg bei Unterheinriet                                                         | Hohlweg            | Untergruppenbach Gemarkung Unterheinriet         | 49° 5′ 13″ N, 9° 19′ 36,6″ O    |      | Geologische Einheit: Schilfsandstein Status: geschützt (Naturdenkmal Hohlweg „Unterer Hohberg“)                            |
| 1582                 | Hohlweg und Schilfsandstein-Steinbruch Unterer Hohberg bei Unterheinriet                          | Aufschluss         | Untergruppenbach Gemarkung Unterheinriet         | 49° 5′ 11,1″ N, 9° 19′ 48,9″ O  |      | Geologische Einheit: Schilfsandstein Status: geschützt (Naturdenkmal Hohlweg „Unterer Hohberg“)                            |
| 1583                 | Aufg. Steinbruch am Wildenberg NW von Grantschen                                                  | Aufschluss         | Weinsberg Gemarkung Grantschen                   | 49° 9′ 54,8″ N, 9° 18′ 52,6″ O  |      | Geologische Einheit: Schilfsandstein Status: mit geschützt (NSG Wildenberg)                                                |
| 1584                 | Aufg. Mergelgrube (Gipsbruch) an der Weibertreu am S-Hang des Burgbergs bei Weinsberg             | Aufschluss         | Weinsberg                                        | 49° 9′ 9,3″ N, 9° 16′ 55,8″ O   |      | Geologische Einheit: Gipskeuper Status: geschützt (Naturdenkmal Mergelgrube an der Weibertreu)                             |
| 1585                 | Pfaffenklinge mit Silberstollen NW von Wüstenrot                                                  | Klinge             | Wüstenrot                                        | 49° 5′ 3,1″ N, 9° 27′ 2,6″ O    |      | Geologische Einheit: Stubensandstein Status: geschützt (Naturdenkmal Pfaffenklinge mit Silberstollen)                      |
| 1586                 | Klingenhohle                                                                                      | Hohlweg            | Brackenheim                                      | 49° 6′ 40,6″ N, 9° 3′ 14,2″ O   |      | Geologische Einheit: ? Status: geschützt (Naturdenkmal Klingenhohle)                                                       |
| 1587                 | Hohlweg zum Lauffener Grund                                                                       | Hohlweg            | Brackenheim                                      | 49° 4′ 39,1″ N, 9° 6′ 46″ O     |      | Geologische Einheit: ? Status: geschützt (Naturdenkmal Hohlweg zum Lauffener Grund)                                        |
| 1588                 | Bergweghohle                                                                                      | Hohlweg            | Brackenheim                                      | 49° 3′ 43,1″ N, 9° 4′ 59,8″ O   |      | Geologische Einheit: ? Status: geschützt (Naturdenkmal Bergweghohle)                                                       |
| 1589                 | Hohlweg im Allmend                                                                                | Hohlweg            | Brackenheim                                      | 49° 3′ 22,8″ N, 9° 4′ 33,3″ O   |      | Geologische Einheit: |
| 1590                 | Steinbruch Steinhalden                                                                            | Aufschluss         | Brackenheim                                      | 49° 4′ 3,4″ N, 9° 6′ 48,2″ O    |      | Geologische Einheit: Oberer Muschelkalk Status: geschützt (Naturdenkmal Steinbruch „Steinhalden“)                          |
| 1591                 | Hohlweg Alte Steige                                                                               | Hohlweg            | Cleebronn                                        | 49° 2′ 41,2″ N, 9° 2′ 41″ O     |      | Geologische Einheit: ? Status: geschützt (Naturdenkmal Hohlweg „Alte Steige“)                                              |
| 1592                 | Odenberghohle                                                                                     | Hohlweg            | Eppingen                                         | 49° 7′ 27,7″ N, 8° 54′ 46″ O    |      | Geologische Einheit: ? Status: geschützt (Naturdenkmal Odenberghohle)                                                      |
| 1593                 | Hohle im „Schlanderskreuz“                                                                        | Hohlweg            | Gundelsheim                                      | 49° 15′ 51,5″ N, 9° 10′ 10,8″ O |      | Geologische Einheit: ? Status: geschützt (Naturdenkmal Hohle im „Schlanderskreuz“)                                         |
| 1594                 | Hoheneckklinge                                                                                    | Klinge             | Gundelsheim                                      | 49° 17′ 10,2″ N, 9° 10′ 30,8″ O |      | Geologische Einheit: ? Status: geschützt (Naturdenkmal Hoheneckklinge)                                                     |
| 1595                 | Hüttberg-Hohle                                                                                    | Hohlweg            | Neckarsulm                                       | 49° 12′ 22,5″ N, 9° 18′ 2,9″ O  |      | Geologische Einheit: ? Status: geschützt (Naturdenkmal Hüttberg-Hohle)                                                     |
| 1596                 | Hohle im „Kälberhart“                                                                             | Hohlweg            | Neckarwestheim                                   | 49° 2′ 43″ N, 9° 13′ 5,5″ O     |      | Geologische Einheit: ? Status: geschützt (Naturdenkmal Hohle im „Kälberhart“)                                              |
| 1597                 | Muschelkalksteinbruch Merzenrain                                                                  | Aufschluss         | Neuenstadt am Kocher                             | 49° 14′ 35,6″ N, 9° 18′ 44,4″ O |      | Geologische Einheit: ? Status: geschützt (Naturdenkmal Muschelkalksteinbruch Merzenrain)                                   |
| 1598                 | Streckbauchquelle mit Linde                                                                       | Quelle             | Nordheim                                         | 49° 6′ 49,6″ N, 9° 4′ 48,6″ O   |      | Geologische Einheit: ? |
| 1599                 | Hohle N des Autals                                                                                | Hohlweg            | Obersulm                                         | 49° 7′ 27,3″ N, 9° 21′ 8,7″ O   |      | Geologische Einheit: ? Status: geschützt (Naturdenkmal Hohle nördlich des Autals)                                          |
| 1600                 | Hohle zum Asangwald                                                                               | Hohlweg            | Obersulm                                         | 49° 7′ 23,7″ N, 9° 21′ 45,6″ O  |      | Geologische Einheit: ? Status: geschützt (Naturdenkmal Hohle zum Asangwald)                                                |
| 1601                 | Felsband „Jagstberg“                                                                              | Felsformation      | Offenau                                          | 49° 14′ 20,8″ N, 9° 11′ 3″ O    |      | Geologische Einheit: ? Status: geschützt (Naturdenkmal Felsbank „Jagstberg“)                                               |
| 1602                 | Hohlweg im „Brühl“                                                                                | Hohlweg            | Pfaffenhofen                                     | 49° 3′ 15,9″ N, 8° 57′ 2,8″ O   |      | Geologische Einheit: ? Status: geschützt (Naturdenkmal Hohlweg im Bühl)                                                    |
| 1603                 | Güglinger Hohle                                                                                   | Hohlweg            | Pfaffenhofen                                     | 49° 3′ 10,8″ N, 8° 58′ 11,4″ O  |      | Geologische Einheit: ? Status: geschützt (Naturdenkmal Güglinger Hohle)                                                    |
| 1604                 | Dinkelbrunnen                                                                                     | Quelle             | Schwaigern                                       | 49° 9′ 24,5″ N, 9° 1′ 27,8″ O   |      | Geologische Einheit: ? Status: geschützt (Naturdenkmal Dinkelbrunnen)                                                      |
| 1605                 | Felsband „Unteres Loch“                                                                           | Felsformation      | Talheim                                          | 49° 5′ 33,6″ N, 9° 11′ 15,2″ O  |      | Geologische Einheit: ? Status: geschützt (Naturdenkmal Felsband „Unteres Loch“)                                            |
| 1606                 | Prallhang des Neckars bei Lauffen                                                                 | Landschaftselement | Talheim                                          | 49° 5′ 39,6″ N, 9° 9′ 59,9″ O   |      | Geologische Einheit: Oberer Muschelkalk Status: mit geschützt (NSG Prallhang des Neckars bei Lauffen)                      |
| 1607                 | Hohle im „Hoffeld“                                                                                | Hohlweg            | Untergruppenbach                                 | 49° 5′ 46,5″ N, 9° 19′ 3,6″ O   |      | Geologische Einheit: ? Status: geschützt (Naturdenkmal Hohle im „Hoffeld“)                                                 |
| 1608                 | 2 Hohlwege im Hagen                                                                               | Hohlweg            | Zaberfeld                                        | 49° 3′ 45,5″ N, 8° 54′ 43,5″ O  |      | Geologische Einheit: ? Status: geschützt (Naturdenkmal 2 Hohlwege im „Hagen“)                                              |
| 1609                 | Hohlweg beim Görenwald                                                                            | Hohlweg            | Zaberfeld                                        | 49° 4′ 26″ N, 8° 55′ 49,2″ O    |      | Geologische Einheit: ? Status: geschützt (Naturdenkmal Hohlweg beim Göhrenwald)                                            |
| 1610                 | Aufg. Steinbruch an der Straße Heuchlingen-Untergriesheim ca. 500 m NE von Heuchlingen            | Aufschluss         | Bad Friedrichshall Gemarkung Duttenberg          | 49° 15′ 28,3″ N, 9° 13′ 19,4″ O |      | Geologische Einheit: Oberer Muschelkalk                                                                                    |
| 1611                 | Aufg. Steinbruch und Felsen an der Straße Kochendorf-Oedheim ca. 1000 m WSW von Oedheim           | Aufschluss         | Bad Friedrichshall                               | 49° 13′ 52,1″ N, 9° 14′ 7,4″ O  |      | Geologische Einheit: Oberer Muschelkalk                                                                                    |
| 1612                 | Aufg. Steinbruch am SW-Hang des Dombergs ca. 1000 m W von Grombach                                | Aufschluss         | Bad Rappenau Gemarkung Grombach                  | 49° 13′ 41″ N, 8° 58′ 43,1″ O   |      | Geologische Einheit: Unterer Keuper                                                                                        |
| 1613                 | Steinbruch Krause ca. 1800 m W vom Bhf. Grombach am N-Hang des Bauernwalds                        | Aufschluss         | Bad Rappenau Gemarkung Grombach                  | 49° 13′ 33,8″ N, 8° 58′ 25,8″ O |      | Geologische Einheit: Unterer Keuper                                                                                        |
| 1614                 | Aufg. Steinbrüche ca. 1000 m N von Heinsheim                                                      | Aufschluss         | Bad Rappenau Gemarkung Heinsheim                 | 49° 16′ 21,5″ N, 9° 8′ 53,5″ O  |      | Geologische Einheit: Oberer Muschelkalk                                                                                    |
| 1615                 | Aufg. Steinbruch im Krebsbachtal 1000 m NW von Obergimpern                                        | Aufschluss         | Bad Rappenau Gemarkung Obergimpern               | 49° 15′ 45,6″ N, 9° 1′ 47,5″ O  |      | Geologische Einheit: Oberer Muschelkalk                                                                                    |
| 1616                 | Ludwigsaline wenig E von Bad Rappenau                                                             | Saline             | Bad Rappenau                                     | 49° 14′ 14,7″ N, 9° 7′ 6,3″ O   |      | Geologische Einheit: Mittlerer Muschelkalk                                                                                 |
| 1617                 | Felsböschung an der Straße Bad Wimpfen-Heinsheim im Bereich des Bahnübergangs                     | Aufschluss         | Bad Wimpfen                                      | 49° 14′ 30,8″ N, 9° 9′ 14,9″ O  |      | Geologische Einheit: Grenzbereich Oberer Muschelkalk Unterer Keuper                                                        |
| 1618                 | Straßenböschung am Bhf. Bad Wimpfen                                                               | Aufschluss         | Bad Wimpfen                                      | 49° 13′ 46,4″ N, 9° 9′ 59,3″ O  |      | Geologische Einheit: Oberer Muschelkalk                                                                                    |
| 1619                 | Böschungsaufschluss ENE von Helfenberg                                                            | Aufschluss         | Beilstein                                        | 49° 3′ 46,9″ N, 9° 19′ 33,6″ O  |      | Geologische Einheit: Bunte Mergel                                                                                          |
| 1620                 | Aufschlüsse im Burggraben von Hohenbeilstein, Beilstein                                           | Aufschluss         | Beilstein                                        | 49° 2′ 27,7″ N, 9° 19′ 1,1″ O   |      | Geologische Einheit: Grenzbereich Gipskeuper Schilfsandstein                                                               |
| 1621                 | Böschung am Waldrand im Gewann „Kübelsteige“ ca. 900 m ESE von Söhlbach                           | Aufschluss         | Beilstein                                        | 49° 3′ 8,4″ N, 9° 19′ 45,7″ O   |      | Geologische Einheit: Schilfsandstein                                                                                       |
| 1622                 | Böschung oberh. der Rebanlagen am Fohlenberg ca. 800 m S von Söhlbach                             | Aufschluss         | Beilstein                                        | 49° 2′ 53,6″ N, 9° 19′ 2,7″ O   |      | Geologische Einheit: Bunte Mergel                                                                                          |
| 1623                 | Mergelgrube ca. 200 m E von Farnersbach                                                           | Aufschluss         | Beilstein                                        | 49° 4′ 39,9″ N, 9° 21′ 48,5″ O  |      | Geologische Einheit: Bunte Mergel                                                                                          |
| 1624                 | Eselsbissklinge 700 m W von Stocksberg unterh. der Straße nach Prevorst                           | Klinge             | Beilstein                                        | 49° 4′ 12″ N, 9° 23′ 52,4″ O    |      | Geologische Einheit: Stubensandstein                                                                                       |
| 1625                 | Böschung am Ende des obersten Weinbergwegs am Atzberg ca. 800 m N von Schmidhausen                | Aufschluss         | Beilstein                                        | 49° 2′ 56″ N, 9° 19′ 57,9″ O    |      | Geologische Einheit: Gipskeuper                                                                                            |
| 1626                 | Mergelgrube 700 m WSW von Neipperg, NW von „Krapfen“                                              | Aufschluss         | Beilstein                                        | 49° 6′ 9,7″ N, 9° 2′ 21,2″ O    |      | Geologische Einheit: Gipskeuper                                                                                            |
| 1627                 | Lehmgrube/Ziegelei Brackenheim                                                                    | Aufschluss         | Brackenheim                                      | 49° 4′ 58,1″ N, 9° 3′ 28,2″ O   |      | Geologische Einheit: Gipskeuper                                                                                            |
| 1628                 | Böschung des obersten Weinbergwegs am westl. Zweifelsberg ca. 600 m N von Haberschlacht           | Aufschluss         | Brackenheim Gemarkung Haberschlacht              | 49° 6′ 10,7″ N, 9° 1′ 29,9″ O   |      | Geologische Einheit: Gipskeuper                                                                                            |
| 1629                 | Aufg. Steinbruch an der Straße Lauffen-Hausen bei der Abzw. nach Meimsheim                        | Aufschluss         | Brackenheim Gemarkung Meimsheim                  | 49° 4′ 3″ N, 9° 6′ 47,6″ O      |      | Geologische Einheit: Oberer Muschelkalk                                                                                    |
| 1630                 | Böschungsaufschluss NW von Neipperg                                                               | Aufschluss         | Brackenheim Gemarkung Neipperg                   | 49° 6′ 35,3″ N, 9° 2′ 39″ O     |      | Geologische Einheit: Grenzbereich Gipskeuper Schilfsandstein                                                               |
| 1631                 | Aufg. Steinbrüche E von Meimsheim an der Straße nach Lauffen                                      | Aufschluss         | Brackenheim Gemarkung Meimsheim                  | 49° 3′ 48,4″ N, 9° 5′ 43,6″ O   |      | Geologische Einheit: Unterer Keuper                                                                                        |
| 1632                 | Aufgelassener Steinbruch bei Neumagenheim SE von Cleebronn                                        | Aufschluss         | Cleebronn                                        | 49° 2′ 31,5″ N, 9° 2′ 44,7″ O   |      | Geologische Einheit: Schilfsandstein                                                                                       |
| 1633                 | Pfefferwald SW vom Michaelsberg                                                                   | Landschaftselement | Cleebronn                                        | 49° 2′ 3,4″ N, 9° 2′ 19″ O      |      | Geologische Einheit: Mittlerer Keuper                                                                                      |
| 1634                 | Mergelgrube ca. 600 m W von Treffentrill                                                          | Aufschluss         | Cleebronn                                        | 49° 2′ 3,7″ N, 9° 2′ 29,9″ O    |      | Geologische Einheit: Bunte Mergel                                                                                          |
| 1635                 | Mergelgrube im Pfitzhofwald NW Buchhorn                                                           | Aufschluss         | Eberstadt                                        | 49° 11′ 47,9″ N, 9° 18′ 2,9″ O  |      | Geologische Einheit: Schilfsandstein                                                                                       |
| 1636                 | Aufg. Steinbruch NW von Lennach                                                                   | Aufschluss         | Eberstadt                                        | 49° 11′ 33,3″ N, 9° 18′ 7,8″ O  |      | Geologische Einheit: Schilfsandstein                                                                                       |
| 1637                 | Hangböschung am Sommerberg NE von Buchhorn                                                        | Aufschluss         | Eberstadt                                        | 49° 11′ 49,4″ N, 9° 18′ 44,9″ O |      | Geologische Einheit: Schilfsandstein                                                                                       |
| 1638                 | Mergelgrube W der Straße Eberstadt-Cleversulzbach ca. 1200 m NNE von Eberstadt                    | Aufschluss         | Eberstadt                                        | 49° 11′ 19,2″ N, 9° 19′ 32,6″ O |      | Geologische Einheit: Gipskeuper                                                                                            |
| 1639                 | Weinbergsböschung 1100 m N von Hölzern, oberhalb des S-Portals des Tunnels der A 81               | Aufschluss         | Eberstadt Gemarkung Hölzern                      | 49° 11′ 19,6″ N, 9° 20′ 50,7″ O |      | Geologische Einheit: Gipskeuper                                                                                            |
| 1640                 | Mergelgrube 800 m NNE von Hölzern am obersten Weinbergsweg                                        | Aufschluss         | Eberstadt Gemarkung Hölzern                      | 49° 11′ 6,3″ N, 9° 21′ 5,4″ O   |      | Geologische Einheit: Grenzbereich Gipskeuper Schilfsandstein                                                               |
| 1641                 | Wegböschung am Parkplatz am östlichen Ottilienberg                                                | Aufschluss         | Eppingen                                         | 49° 6′ 56,3″ N, 8° 56′ 6,9″ O   |      | Geologische Einheit: Gipskeuper                                                                                            |
| 1642                 | Aufg. Steinbruch ca. 1300 m ESE von Kleingartach                                                  | Aufschluss         | Eppingen Gemarkung Kleingartach                  | 49° 5′ 53,2″ N, 8° 59′ 19,3″ O  |      | Geologische Einheit: Schilfsandstein                                                                                       |
| 1643                 | Steinbruchfeld im Steinbruchwald S von Mühlbach                                                   | Aufschluss         | Eppingen Gemarkung Mühlbach                      | 49° 5′ 32″ N, 8° 54′ 21,1″ O    |      | Geologische Einheit: Schilfsandstein                                                                                       |
| 1644                 | Aufg. Steinbruch E von Richen                                                                     | Aufschluss         | Eppingen Gemarkung Richen                        | 49° 10′ 25,4″ N, 8° 57′ 16,3″ O |      | Geologische Einheit: Oberer Muschelkalk                                                                                    |
| 1645                 | Aufg. Gipsgrube (Mergelgrube) N von Binswangen                                                    | Aufschluss         | Erlenbach                                        | 49° 11′ 9,4″ N, 9° 15′ 29,6″ O  |      | Geologische Einheit: Gipskeuper                                                                                            |
| 1646                 | Böschung am SW-Hang des Sommerbergs NNE von Erlenbach                                             | Aufschluss         | Erlenbach                                        | 49° 11′ 25,5″ N, 9° 16′ 16,6″ O |      | Geologische Einheit: Gipskeuper                                                                                            |
| 1647                 | Aufg. Mergelgrube am Fuss des Hühnerbergs S Erlenbach                                             | Aufschluss         | Erlenbach                                        | 49° 9′ 49,1″ N, 9° 15′ 59,8″ O  |      | Geologische Einheit: Gipskeuper                                                                                            |
| 1648                 | Mergelgrube S der Roten Steige                                                                    | Aufschluss         | Erlenbach                                        | 49° 11′ 8,5″ N, 9° 17′ 2,9″ O   |      | Geologische Einheit: Grenzbereich Gipskeuper Schilfsandstein                                                               |
| 1649                 | Böschung unmittelbar W des Fahrwegs zur Roten Steige                                              | Aufschluss         | Erlenbach                                        | 49° 11′ 0,9″ N, 9° 16′ 29,8″ O  |      | Geologische Einheit: Gipskeuper                                                                                            |
| 1650                 | Aufg. Mergelgrube im Gewann Drachenloch ca. 700 m NE der Ortsmitte von Erlenbach                  | Aufschluss         | Erlenbach                                        | 49° 10′ 31,4″ N, 9° 16′ 34,6″ O |      | Geologische Einheit: Gipskeuper                                                                                            |
| 1651                 | Felsen am Kirchberg und in der Ilsfelder Straße in Flein                                          | Felsformation      | Flein                                            | 49° 6′ 0,6″ N, 9° 12′ 52,7″ O   |      | Geologische Einheit: Neckar-Hochterrassenschotter                                                                          |
| 1652                 | Böschung oberhalb der Rebhänge im Götzenwald                                                      | Aufschluss         | Flein                                            | 49° 5′ 45,7″ N, 9° 15′ 17,1″ O  |      | Geologische Einheit: Gipskeuper                                                                                            |
| 1653                 | Steinbruch Reimold ca. 450 m W von Gemmingen bei der Eichmühle                                    | Aufschluss         | Gemmingen                                        | 49° 9′ 39,8″ N, 8° 57′ 47,9″ O  |      | Geologische Einheit: Oberer Muschelkalk                                                                                    |
| 1654                 | Ruine Blankenhorn S von Eibensbach                                                                | Aufschluss         | Güglingen Gemarkung Eibensbach                   | 49° 2′ 29,3″ N, 8° 59′ 26,7″ O  |      | Geologische Einheit: An den Wegböschungen Bunte Mergel und Stubensandstein                                                 |
| 1655                 | N-Böschung der Vohbergstraße hinter den letzten Häusern von Eibensbach                            | Aufschluss         | Güglingen Gemarkung Eibensbach                   | 49° 2′ 46,1″ N, 8° 59′ 58,2″ O  |      | Geologische Einheit: Schilfsandstein                                                                                       |
| 1656                 | Steinbruch Ob dem Hochgericht 500 m N von Pfaffenhofen                                            | Aufschluss         | Güglingen                                        | 49° 4′ 4,8″ N, 8° 58′ 27,6″ O   |      | Geologische Einheit: Schilfsandstein                                                                                       |
| 1657                 | Aufg. Steinbruch an der Straße Gundelsheim-Bachenau ca. 700 m NW von Bachenau                     | Aufschluss         | Gundelsheim Gemarkung Bachenau                   | 49° 16′ 59,5″ N, 9° 11′ 16,6″ O |      | Geologische Einheit: Unterer Keuper                                                                                        |
| 1658                 | Steinbruch N von Gundelsheim im Anbachtal                                                         | Aufschluss         | Gundelsheim                                      | 49° 17′ 48,2″ N, 9° 9′ 45,2″ O  |      | Geologische Einheit: Oberer Muschelkalk                                                                                    |
| 1659                 | Aufg. Steinbruch an der Auffahrt von der B 27 zum Michaelsberg                                    | Aufschluss         | Gundelsheim                                      | 49° 17′ 34,7″ N, 9° 9′ 1,6″ O   |      | Geologische Einheit: Oberer Muschelkalk                                                                                    |
| 1660                 | Aufg. Steinbruch an der B 27 zwischen Gundelsheim und Böttingen                                   | Aufschluss         | Gundelsheim                                      | 49° 17′ 16,5″ N, 9° 8′ 50,7″ O  |      | Geologische Einheit: Unterer Muschelkalk                                                                                   |
| 1661                 | Aufg. Steinbruch an der B 27 nach der Bahnunterführung NO von Heinsheim                           | Aufschluss         | Gundelsheim                                      | 49° 15′ 58,2″ N, 9° 9′ 15,2″ O  |      | Geologische Einheit: Unterer Muschelkalk                                                                                   |
| 1662                 | Höchstberger Kirche und Ackerflächen ca. 1000 m SSW von Höchstberg                                | Aufschluss         | Gundelsheim Gemarkung Höchstberg                 | 49° 16′ 41,5″ N, 9° 13′ 2,9″ O  |      | Geologische Einheit: Gerölle aus Buntsandstein                                                                             |
| 1663                 | Böschung an der Straße Bachenau-Tiefenbach                                                        | Aufschluss         | Gundelsheim Gemarkung Tiefenbach                 | 49° 17′ 41,5″ N, 9° 11′ 56,3″ O |      | Geologische Einheit: Neckar-Höhenschotter                                                                                  |
| 1664                 | Aufg. Steinbruch ESE von Kochersteinsfeld am südl. Talhang                                        | Aufschluss         | Hardthausen am Kocher Gemarkung Kochersteinsfeld | 49° 14′ 18,8″ N, 9° 24′ 39,3″ O |      | Geologische Einheit: Oberer Muschelkalk                                                                                    |
| 1665                 | Aufg. Steinbruch ESE von Kochersteinfeld am südl. Talhang                                         | Aufschluss         | Hardthausen am Kocher Gemarkung Kochersteinsfeld | 49° 14′ 21″ N, 9° 24′ 46,3″ O   |      | Geologische Einheit: Oberer Muschelkalk                                                                                    |
| 1666                 | Böschung unterh. der Ruine Helfenberg                                                             | Aufschluss         | Ilsfeld Gemarkung Auenstein                      | 49° 3′ 49,7″ N, 9° 18′ 44,4″ O  |      | Geologische Einheit: Schilfsandstein                                                                                       |
| 1667                 | Steinbruch Firma Bopp im Schozachtal W von Ilsfeld                                                | Aufschluss         | Ilsfeld                                          | 49° 3′ 26,8″ N, 9° 12′ 52″ O    |      | Geologische Einheit: Oberer Muschelkalk                                                                                    |
| 1668                 | Aufg. Steinbruch N der Unteren Mühle ca. 1800 m E von Neckarwestheim                              | Aufschluss         | Ilsfeld                                          | 49° 3′ 15,5″ N, 9° 13′ 9,2″ O   |      | Geologische Einheit: Oberer Muschelkalk                                                                                    |
| 1669                 | Aufg. Steinbrüche S der Unteren Mühle ca. 1800 m E von Neckarbischofsheim                         | Aufschluss         | Ilsfeld                                          | 49° 3′ 6,1″ N, 9° 13′ 15,6″ O   |      | Geologische Einheit: Unterer Keuper                                                                                        |
| 1670                 | Zwei alte Steinbrüche S der Straße Ilsfeld-Landturm                                               | Aufschluss         | Ilsfeld                                          | 49° 2′ 57″ N, 9° 13′ 25,9″ O    |      | Geologische Einheit: Unterer Keuper                                                                                        |
| 1671                 | Tongrube SE vom Leuchtmannshof                                                                    | Aufschluss         | Ilsfeld                                          | 49° 2′ 59,3″ N, 9° 12′ 44,5″ O  |      | Geologische Einheit: Lösslehm                                                                                              |
| 1672                 | Aufg. Steinbruch W der Schozach an der Straße zum Landturm                                        | Aufschluss         | Ilsfeld Gemarkung Schozach                       | 49° 3′ 57″ N, 9° 12′ 34,9″ O    |      | Geologische Einheit: Oberer Muschelkalk                                                                                    |
| 1673                 | Steinbruch am Nordhang des Lochbergs E von Ittlingen                                              | Aufschluss         | Ittlingen                                        | 49° 11′ 30,5″ N, 8° 56′ 47,6″ O |      | Geologische Einheit: Oberer Muschelkalk                                                                                    |
| 1674                 | Aufg. Steinbruch ca. 500 m N des Ortsbeginns von Ittlingen am SW-Hang des Weisenbergs             | Aufschluss         | Ittlingen                                        | 49° 12′ 8,7″ N, 8° 56′ 12″ O    |      | Geologische Einheit: Oberer Muschelkalk                                                                                    |
| 1675                 | Böschung am Sportplatz Berwangen an der Straße Berwangen-Massenbachhausen                         | Aufschluss         | Kirchardt Gemarkung Berwangen                    | 49° 11′ 7,2″ N, 8° 59′ 19,2″ O  |      | Geologische Einheit: Gipskeuper                                                                                            |
| 1676                 | Hohlweg Aspenweg im Gewann Hägnach ca. 1500 m SSW von Langenbrettach                              | Hohlweg            | Langenbrettach Gemarkung Brettach                | 49° 12′ 43,7″ N, 9° 22′ 40,9″ O |      | Geologische Einheit: Gipskeuper                                                                                            |
| 1677                 | Großschollenrutschung im Waldgebiet „Halde“ ca. 800 m SSE der Ortsmitte von Cleversulzbach        | Landschaftselement | Langenbrettach Gemarkung Brettach                | 49° 12′ 26,2″ N, 9° 21′ 20,8″ O |      | Geologische Einheit: Grenzbereich Gipskeuper Schilfsandstein                                                               |
| 1678                 | Aufg. Steinbruch E von Neudeck                                                                    | Aufschluss         | Langenbrettach Gemarkung Langenbeutingen         | 49° 12′ 25,3″ N, 9° 25′ 40,1″ O |      | Geologische Einheit: Oberer Muschelkalk                                                                                    |
| 1679                 | Aufg. Steinbruch Häldenrain an der Straße Lauffen-Meimsheim WSW von Lauffen am Neckar             | Aufschluss         | Lauffen am Neckar                                | 49° 3′ 54″ N, 9° 7′ 1,2″ O      |      | Geologische Einheit: Oberer Muschelkalk                                                                                    |
| 1680                 | Lehmgrube/Ziegelei N von Lauffen am Neckar                                                        | Aufschluss         | Lauffen am Neckar                                | 49° 5′ 1,1″ N, 9° 8′ 46″ O      |      | Geologische Einheit: Löss                                                                                                  |
| 1681                 | Böschung und aufg. Steinbruch ca. 1500 m WSW von Talheim                                          | Aufschluss         | Lauffen am Neckar                                | 49° 4′ 42,5″ N, 9° 10′ 21,1″ O  |      | Geologische Einheit: Oberer Muschelkalk                                                                                    |
| 1682                 | Aufg. Steinbruch E vom Landturm                                                                   | Aufschluss         | Lauffen am Neckar                                | 49° 4′ 10,6″ N, 9° 12′ 7,9″ O   |      | Geologische Einheit: Oberer Muschelkalk                                                                                    |
| 1683                 | Neckar-Prallhang (Weinberg) oberh. der Bahnstrecke Lauffen-Heilbronn bei Bahnkilometer 45,45      | Landschaftselement | Lauffen am Neckar                                | 49° 5′ 58,7″ N, 9° 8′ 48,7″ O   |      | Geologische Einheit: Unterer Keuper                                                                                        |
| 1684                 | Taschenwald ca. 2400 m SSW von Heilbronn-Kirchhausen                                              | Landschaftselement | Lauffen am Neckar                                | 49° 9′ 55,8″ N, 9° 5′ 56,6″ O   |      | Geologische Einheit: Mittlerer Muschelkalk                                                                                 |
| 1685                 | Mergelgrube im Gewann Häule ca. 1000 m SW von Hößlinsülz, hinter dem Schützenhaus                 | Aufschluss         | Löwenstein Gemarkung Hößlinsülz                  | 49° 6′ 31,7″ N, 9° 21′ 18,2″ O  |      | Geologische Einheit: Gipskeuper                                                                                            |
| 1686                 | Aufg. Steinbruch auf dem Wolfertsberg ENE von Löwenstein                                          | Aufschluss         | Löwenstein                                       | 49° 5′ 50,2″ N, 9° 23′ 37,4″ O  |      | Geologische Einheit: Stubensandstein                                                                                       |
| 1687                 | Felsböschung (aufg. Steinbruch) E von Löwenstein                                                  | Aufschluss         | Löwenstein                                       | 49° 5′ 38,6″ N, 9° 23′ 18,6″ O  |      | Geologische Einheit: Stubensandstein                                                                                       |
| 1688                 | Aufschluss in der Haarnadelkurve der B 39 E von Löwenstein                                        | Aufschluss         | Löwenstein                                       | 49° 5′ 30,4″ N, 9° 23′ 36,3″ O  |      | Geologische Einheit: Stubensandstein                                                                                       |
| 1689                 | Böschungsaufschluss ENE von Hirrweiler                                                            | Aufschluss         | Löwenstein                                       | 49° 5′ 37,6″ N, 9° 25′ 2,1″ O   |      | Geologische Einheit: Stubensandstein                                                                                       |
| 1690                 | Sandgrube Waldbüsse beim Chausseehaus NW von Wüstenrot                                            | Aufschluss         | Löwenstein                                       | 49° 5′ 42″ N, 9° 26′ 43,2″ O    |      | Geologische Einheit: Stubensandstein                                                                                       |
| 1691                 | Aufg. Sandgrube NW von Stocksberg östl. der Straße Etzlenswenden-Löwenstein                       | Aufschluss         | Löwenstein                                       | 49° 4′ 42,7″ N, 9° 24′ 0,1″ O   |      | Geologische Einheit: Stubensandstein                                                                                       |
| 1692                 | Aufg. Mergelgrube SW des Frankenhofs                                                              | Aufschluss         | Löwenstein                                       | 49° 6′ 6,1″ N, 9° 23′ 18,8″ O   |      | Geologische Einheit: Bunte Mergel                                                                                          |
| 1693                 | Aufg. Steinbrüche bei der Mittelmühle NW von Teusserbad                                           | Aufschluss         | Löwenstein                                       | 49° 5′ 45,6″ N, 9° 22′ 15,6″ O  |      | Geologische Einheit: Schilfsandstein                                                                                       |
| 1694                 | Mergelgrube im Gewann „Rothäusle“ 900 m NE der Ortsmitte von Löwenstein                           | Aufschluss         | Löwenstein                                       | 49° 5′ 54,4″ N, 9° 23′ 29,1″ O  |      | Geologische Einheit: Stubensandstein                                                                                       |
| 1695                 | Burg Löwenstein                                                                                   | Landschaftselement | Löwenstein                                       | 49° 5′ 34,7″ N, 9° 22′ 58,9″ O  |      | Geologische Einheit: Stubensandstein                                                                                       |
| 1696                 | Schleifklinge NNE von Prevorst                                                                    | Klinge             | Löwenstein                                       | 49° 3′ 48,6″ N, 9° 24′ 17,9″ O  |      | Geologische Einheit: Stubensandstein                                                                                       |
| 1697                 | Böschung an der Straße Siglingen-Züttlingen W von Züttlingen                                      | Aufschluss         | Möckmühl Gemarkung Zütttlingen                   | 49° 17′ 50,2″ N, 9° 19′ 34,2″ O |      | Geologische Einheit: Oberer Muschelkalk                                                                                    |
| 1698                 | Aufg. Steinbruch und Felsböschung an der Steige Züttlingen-Ernstein                               | Aufschluss         | Möckmühl Gemarkung Zütttlingen                   | 49° 17′ 20,3″ N, 9° 20′ 2,5″ O  |      | Geologische Einheit: Oberer Muschelkalk                                                                                    |
| 1699                 | Aufg. Steinbruch SE vom Leuchtmannshof, NE von Neckarwestheim                                     | Aufschluss         | Neckarwestheim                                   | 49° 2′ 58,6″ N, 9° 13′ 7,2″ O   |      | Geologische Einheit: Unterer Keuper                                                                                        |
| 1700                 | Aufg. Steinbruch SE vom Leuchtmannshof, NNE von Neckarwestheim                                    | Aufschluss         | Neckarwestheim                                   | 49° 2′ 56,8″ N, 9° 12′ 28,5″ O  |      | Geologische Einheit: Unterer Keuper                                                                                        |
| 1701                 | Steinbruch SW Ortseingang von Neudenau                                                            | Aufschluss         | Neudenau Gemarkung Herbolzheim                   | 49° 17′ 15,1″ N, 9° 15′ 51,3″ O |      | Geologische Einheit: Oberer Muschelkalk                                                                                    |
| 1702                 | Felsböschung unterh. der Bachmühle bei der Schefflenzmündung in die Jagst                         | Aufschluss         | Neudenau Gemarkung Herbolzheim                   | 49° 16′ 35,9″ N, 9° 13′ 43,4″ O |      | Geologische Einheit: Oberer Muschelkalk                                                                                    |
| 1703                 | Aufg. Steinbruch W der Straße Neudenau-Siglingen ca. 500 m N der Kläranlage                       | Aufschluss         | Neudenau                                         | 49° 17′ 56,9″ N, 9° 17′ 52,8″ O |      | Geologische Einheit: Unterer Muschelkalk                                                                                   |
| 1704                 | Böschung des obersten Weinbergwegs im Gewann Weinstock ca. 1000 m S von Cleversulzbach            | Aufschluss         | Neuenstadt am Kocher Gemarkung Cleversulzbach    | 49° 12′ 18,1″ N, 9° 21′ 13,3″ O |      | Geologische Einheit: Gipskeuper                                                                                            |
| 1705                 | Aufg. Steinbruch N der Straße Kochertürn-Neuenstadt ca. 600 m SE von Kochertürn                   | Aufschluss         | Neuenstadt am Kocher Gemarkung Kochertürn        | 49° 14′ 32,8″ N, 9° 18′ 51,9″ O |      | Geologische Einheit: Oberer Muschelkalk                                                                                    |
| 1706                 | Böschung E des Fahrwegs von Neuenstadt am Kocher zum Daistler                                     | Aufschluss         | Neuenstadt am Kocher                             | 49° 13′ 52,9″ N, 9° 19′ 44″ O   |      | Geologische Einheit: Unterer Keuper                                                                                        |
| 1707                 | Großschollenrutschung Ob dem Felsen ca. 1000 m SE der Kirche von Dahenfeld                        | Landschaftselement | Neuenstadt am Kocher                             | 49° 12′ 5,3″ N, 9° 18′ 35,1″ O  |      | Geologische Einheit: Grenzbereich Gipskeuper Schilfsandstein                                                               |
| 1708                 | Ortsmitte von Stein am Kocher, bei und unterhalb der Kirche                                       | Landschaftselement | Neuenstadt am Kocher Gemarkung Stein am Kocher   | 49° 15′ 44,8″ N, 9° 18′ 1,4″ O  |      | Geologische Einheit: Kalktuff                                                                                              |
| 1709                 | Böschungsaufschluss NW von Nordhausen                                                             | Aufschluss         | Nordheim (Württemberg)                           | 49° 7′ 16,9″ N, 9° 5′ 16,8″ O   |      | Geologische Einheit: Grenze Gipskeuper Schilfsandstein                                                                     |
| 1710                 | Aufg. Steinbruch NW von Nordheim                                                                  | Aufschluss         | Nordheim (Württemberg)                           | 49° 7′ 36,6″ N, 9° 5′ 58,3″ O   |      | Geologische Einheit: Schilfsandstein                                                                                       |
| 1711                 | Mergelgrube SE von Wimmental                                                                      | Aufschluss         | Obersulm                                         | 49° 9′ 13,4″ N, 9° 22′ 13,7″ O  |      | Geologische Einheit: Gipskeuper und Bunte Mergel                                                                           |
| 1712                 | Böschungsaufschluss Weinberg im Gewann Paradies S von Eschenau                                    | Aufschluss         | Obersulm                                         | 49° 7′ 45,6″ N, 9° 24′ 18,8″ O  |      | Geologische Einheit: Gipskeuper                                                                                            |
| 1713                 | Böschungsaufschluss am Koeberle SSE von Eschenau                                                  | Aufschluss         | Obersulm                                         | 49° 7′ 42,3″ N, 9° 24′ 33,6″ O  |      | Geologische Einheit: Bunte Mergel                                                                                          |
| 1714                 | Aufgelassener Steinbruch und Hohlweg Kolbensteige SE von Eichelberg                               | Aufschluss Hohlweg | Obersulm                                         | 49° 6′ 34,2″ N, 9° 24′ 52,7″ O  |      | Geologische Einheit: Bunte Mergel bis Stubensandstein                                                                      |
| 1715                 | Hangböschung am Altenberg N von Sülzbach                                                          | Aufschluss         | Obersulm                                         | 49° 8′ 53,4″ N, 9° 20′ 58,3″ O  |      | Geologische Einheit: Gipskeuper                                                                                            |
| 1716                 | Mergelgrube S des Fahrwegs entlang Hirschberg 1700 m NNE der Ortsmitte von Willsbach              | Aufschluss         | Obersulm                                         | 49° 8′ 59,2″ N, 9° 22′ 5,7″ O   |      | Geologische Einheit: Gipskeuper                                                                                            |
| 1717                 | Aufg. Steinbruch und Böschung am Staigwaldweg ca. 800 m östl. der Ortsmitte von Eschenau          | Aufschluss         | Obersulm                                         | 49° 8′ 15,2″ N, 9° 25′ 5,4″ O   |      | Geologische Einheit: Schilfsandstein                                                                                       |
| 1718                 | Aufg. Steinbruch W von Eschenau bei der Jagdhütte                                                 | Aufschluss         | Obersulm                                         | 49° 8′ 5,5″ N, 9° 24′ 57,4″ O   |      | Geologische Einheit: Schilfsandstein                                                                                       |
| 1719                 | Weinberge am W-Hang des Hundsbergs                                                                | Aufschluss         | Obersulm                                         | 49° 7′ 42,3″ N, 9° 24′ 18,8″ O  |      | Geologische Einheit: Schilfsandstein                                                                                       |
| 1720                 | Oberster Weinbergweg ca. 300 m W vom Friedrichshof                                                | Aufschluss         | Obersulm                                         | 49° 7′ 1,8″ N, 9° 24′ 37,7″ O   |      | Geologische Einheit: Bunte Mergel                                                                                          |
| 1721                 | Hohlweg 2500 m ENE von Reisach                                                                    | Hohlweg            | Obersulm                                         | 49° 6′ 40,8″ N, 9° 25′ 57,9″ O  |      | Geologische Einheit: Stubensandstein                                                                                       |
| 1722                 | Hangböschung am Buchberg unterhalb von Falkenstein                                                | Aufschluss         | Oedheim                                          | 49° 15′ 20,2″ N, 9° 15′ 45,7″ O |      | Geologische Einheit: Grenzbereich Oberer Muschelkalk Unterer Keuper                                                        |
| 1723                 | Felsböschung unterhalb der Kläranlage an der K 2029 nach Duttenberg                               | Aufschluss         | Offenau                                          | 49° 14′ 20,9″ N, 9° 11′ 3,6″ O  |      | Geologische Einheit: Oberer Muschelkalk                                                                                    |
| 1724                 | Aufg. Steinbruch am Hundbühl N von Pfaffenhofen                                                   | Aufschluss         | Pfaffenhofen                                     | 49° 4′ 21,9″ N, 8° 57′ 59,5″ O  |      | Geologische Einheit: Schilfsandstein                                                                                       |
| 1725                 | Böschung hinter der Lagerhalle der Firma LANG am westl. Ortsende von Weiler an der Zaber          | Aufschluss         | Pfaffenhofen Gemarkung Weiler                    | 49° 3′ 23,6″ N, 8° 56′ 39,2″ O  |      | Geologische Einheit: Gipskeuper                                                                                            |
| 1726                 | Aufg. Steinbruch E von Roigheim                                                                   | Aufschluss         | Roigheim                                         | 49° 21′ 37,9″ N, 9° 22′ 9,3″ O  |      | Geologische Einheit: Unterer Keuper                                                                                        |
| 1727                 | Aufg. Steinbruch 500 m N von Möckmühl an der Straße nach Roigheim                                 | Aufschluss         | Roigheim                                         | 49° 21′ 37,9″ N, 9° 22′ 9,3″ O  |      | Geologische Einheit: Oberer Muschelkalk                                                                                    |
| 1728                 | Hohlweg ca. 1000 m SSE von Niederhofen auf den Fuchsberg                                          | Hohlweg            | Schwaigern Gemarkung Niederhofen                 | 49° 6′ 9,4″ N, 8° 59′ 26,7″ O   |      | Geologische Einheit: Schilfsandstein                                                                                       |
| 1729                 | Aufg. Steinbruch der Gemeinde Kleingartach m. Rast- und Grillplatz                                | Aufschluss         | Schwaigern Gemarkung Niederhofen                 | 49° 6′ 6,2″ N, 8° 59′ 19,3″ O   |      | Geologische Einheit: Schilfsandstein                                                                                       |
| 1730                 | Steinbruch Natursteinwerke Wüst, Niederhofen, S der Straße Haberschlacht-Niederhofen              | Aufschluss         | Schwaigern Gemarkung Niederhofen                 | 49° 6′ 2,9″ N, 9° 0′ 1,2″ O     |      | Geologische Einheit: Schilfsandstein                                                                                       |
| 1731                 | Aufg. Mergelgrube im Wald an der Straße Schwaigern-Neipperg                                       | Aufschluss         | Schwaigern                                       | 49° 7′ 19,9″ N, 9° 4′ 5,3″ O    |      | Geologische Einheit: Gipskeuper                                                                                            |
| 1732                 | Aufg. Steinbruch an der Straße Schwaigern-Neipperg ca. 2500 m NE von Neipperg                     | Aufschluss         | Schwaigern                                       | 49° 7′ 6″ N, 9° 4′ 5,3″ O       |      | Geologische Einheit: Schilfsandstein                                                                                       |
| 1733                 | Felswand W von Talheim                                                                            | Felsformation      | Talheim                                          | 49° 5′ 18,7″ N, 9° 10′ 40,9″ O  |      | Geologische Einheit: Oberer Muschelkalk                                                                                    |
| 1734                 | Felsböschung im Schozachtal NNW von Talheim                                                       | Aufschluss         | Talheim                                          | 49° 5′ 34,1″ N, 9° 11′ 15,2″ O  |      | Geologische Einheit: Oberer Muschelkalk                                                                                    |
| 1735                 | Felsböschung und aufg. Steinbruch im Neckarprall W von Talheim (N von Lauffen)                    | Aufschluss         | Talheim                                          | 49° 5′ 18,7″ N, 9° 10′ 42,9″ O  |      | Geologische Einheit: Oberer Muschelkalk                                                                                    |
| 1736                 | Steinbruch Firma Bopp am Rauhen Stich zwischen Sontheim und Talheim                               | Aufschluss         | Talheim                                          | 49° 6′ 12,1″ N, 9° 10′ 59,4″ O  |      | Geologische Einheit: Oberer Muschelkalk                                                                                    |
| 1737                 | Aufg. Steinbruch in Talheim Richtung Schozach                                                     | Aufschluss         | Talheim                                          | 49° 4′ 47,8″ N, 9° 12′ 0,6″ O   |      | Geologische Einheit: Oberer Muschelkalk                                                                                    |
| 1738                 | Mergelgrube am Spitalberg SW von Hösslinsülz                                                      | Aufschluss         | Untergruppenbach Gemarkung Unterheinriet         | 49° 6′ 18,1″ N, 9° 20′ 30,1″ O  |      | Geologische Einheit: Bunte Mergel                                                                                          |
| 1739                 | Mergelgrube ESE Unterheinriet                                                                     | Aufschluss         | Untergruppenbach Gemarkung Unterheinriet         | 49° 4′ 53,2″ N, 9° 20′ 11″ O    |      | Geologische Einheit: Gipskeuper                                                                                            |
| 1740                 | Mergelgrube S der Autobahnauffahrt Untergruppenbach S von Schloss Stettfeld                       | Aufschluss         | Untergruppenbach                                 | 49° 5′ 6,3″ N, 9° 17′ 1,3″ O    |      | Geologische Einheit: Gipskeuper                                                                                            |
| 1741                 | Aufg. Mergelgrube ca. 500 m N von Oberheinriet, östl. der Straße Auenstein-Lehrensteinsfeld       | Aufschluss         | Untergruppenbach Gemarkung Unterheinriet         | 49° 6′ 3,9″ N, 9° 19′ 33,5″ O   |      | Geologische Einheit: Gipskeuper                                                                                            |
| 1742                 | Aufg. Mergelgrube ca. 500 m N von Oberheinriet, östl. der Straße Auenstein-Lehrensteinsfeld       | Aufschluss         | Untergruppenbach Gemarkung Unterheinriet         | 49° 4′ 48,3″ N, 9° 20′ 25,8″ O  |      | Geologische Einheit: Bunte Mergel                                                                                          |
| 1743                 | Aufgelassener Steinbruch am südl. Oberen Berg N Gellmersbach                                      | Aufschluss         | Weinsberg Gemarkung Gellmersbach                 | 49° 11′ 7,5″ N, 9° 17′ 45,4″ O  |      | Geologische Einheit: Schilfsandstein                                                                                       |
| 1744                 | Aufg. Mergelgrube N von Gellmersbach oberh. der Weinberge                                         | Aufschluss         | Weinsberg Gemarkung Gellmersbach                 | 49° 11′ 11,4″ N, 9° 17′ 36,5″ O |      | Geologische Einheit: Gipskeuper                                                                                            |
| 1745                 | Felsböschung entlang des obersten Weinbergwegs am Dätzberg WSW von Gellmersbach                   | Aufschluss         | Weinsberg Gemarkung Gellmersbach                 | 49° 10′ 40″ N, 9° 17′ 8,2″ O    |      | Geologische Einheit: Gipskeuper                                                                                            |
| 1746                 | Aufgelassener Steinbruch NW von Wimmental                                                         | Aufschluss         | Weinsberg Gemarkung Grantschen                   | 49° 10′ 0,7″ N, 9° 20′ 18″ O    |      | Geologische Einheit: Schilfsandstein                                                                                       |
| 1747                 | Aufg. Steinbruch ca. 750 m SE der Schillereiche östl. von Heilbronn                               | Aufschluss         | Weinsberg                                        | 49° 8′ 46,9″ N, 9° 16′ 3,4″ O   |      | Geologische Einheit: Schilfsandstein                                                                                       |
| 1748                 | Ziegeleigrube Koch, Weinsberg                                                                     | Aufschluss         | Weinsberg                                        | 49° 8′ 46,7″ N, 9° 17′ 17,4″ O  |      | Geologische Einheit: Gipskeuper                                                                                            |
| 1749                 | Aufg. Mergelgrube östl. der Kirschenallee ca. 650 m SSW der Bahnunterführung beim Friedhof        | Aufschluss         | Weinsberg                                        | 49° 8′ 30,6″ N, 9° 16′ 49,7″ O  |      | Geologische Einheit: Gipskeuper                                                                                            |
| 1750                 | Aufg. Steinbruch und Weinbergsböschung am Freudenberg 400 m NE von Wimmental                      | Aufschluss         | Weinsberg Gemarkung Wimmental                    | 49° 9′ 54,7″ N, 9° 21′ 24,6″ O  |      | Geologische Einheit: Gipskeuper Schilfsandstein                                                                            |
| 1751                 | Höchster Punkt (495 m NN) am Ortsrand von Finsterrot an der Straße Löwenstein-Mainhardt           | Aufschluss         | Wüstenrot Gemarkung Finsterrot                   | 49° 5′ 24,8″ N, 9° 29′ 37,1″ O  |      | Geologische Einheit: Paläoboden                                                                                            |
| 1752                 | Sandgrube/Steinbruch ca. 1000 m SE von Finsterrot                                                 | Aufschluss         | Wüstenrot Gemarkung Finsterrot                   | 49° 4′ 57,5″ N, 9° 30′ 6,8″ O   |      | Geologische Einheit: Stubensandstein                                                                                       |
| 1753                 | Böschung der Straße Neuhütten-Maienfels am Ortseingang von Maienfels                              | Aufschluss         | Wüstenrot Gemarkung Maienfels                    | 49° 7′ 13,3″ N, 9° 30′ 42,7″ O  |      | Geologische Einheit: Stubensandstein                                                                                       |
| 1754                 | Aufschluss im Schlossgraben von Schloss Maienfels                                                 | Aufschluss         | Wüstenrot Gemarkung Maienfels                    | 49° 7′ 11,6″ N, 9° 30′ 49,1″ O  |      | Geologische Einheit: Stubensandstein                                                                                       |
| 1755                 | Aufg. Steinbruch zwischen Bärenbronn und Kühhof (Neuhütten)                                       | Aufschluss         | Wüstenrot Gemarkung Neuhütten                    | 49° 6′ 2,7″ N, 9° 28′ 28,4″ O   |      | Geologische Einheit: Stubensandstein                                                                                       |
| 1756                 | Aufg. Steinbruch auf der SE-Kuppe des Aschenbergs NW von Spiegelberg                              | Aufschluss         | Wüstenrot Gemarkung Neulautern                   | 49° 3′ 0,4″ N, 9° 25′ 56″ O     |      | Geologische Einheit: Stubensandstein                                                                                       |
| 1757                 | Aufg. Sandgrube beim Spatzenhof an der Straße Löwenstein-Wüstenrot                                | Aufschluss         | Wüstenrot                                        | 49° 5′ 40,3″ N, 9° 27′ 2,9″ O   |      | Geologische Einheit: Stubensandstein                                                                                       |
| 1758                 | Aufg. Steinbruch am W-Hang des Raitelbergs W von Wüstenrot                                        | Aufschluss         | Wüstenrot                                        | 49° 4′ 43″ N, 9° 27′ 5,9″ O     |      | Geologische Einheit: Angulatensandstein-Formation                                                                          |
| 1759                 | Hangabriss am NW-Hang des Steinbergs S von Wüstenrot                                              | Aufschluss         | Wüstenrot                                        | 49° 4′ 19,3″ N, 9° 27′ 42,1″ O  |      | Geologische Einheit: Knollenmergel                                                                                         |
| 1760                 | Sandgrube NW von Wüstenrot                                                                        | Aufschluss         | Wüstenrot                                        | 49° 5′ 8″ N, 9° 26′ 42,9″ O     |      | Geologische Einheit: Stubensandstein                                                                                       |
| 1761                 | Ehemalige Sandgrube SW von Weihenbronn an der Straße Wüstenrot-Weihenbronn                        | Aufschluss         | Wüstenrot                                        | 49° 5′ 20,7″ N, 9° 28′ 3,9″ O   |      | Geologische Einheit: Paläoboden                                                                                            |